# А-ба-ба-га-ла-ма-га
А-ба-ба-га-ла-ма-га — украинское книжное издательство, специализирующееся на выпуске и переводе детской литературы на украинский, русский и английский языки.

## История
Основано в 1992 году писателем и этнографом Иваном Малковичем и является старейшим украинским издательством детской книги. Расположено в Киеве. Название издательства взято из рассказа Ивана Франко «Гришина школьная учёба» —

про мальчика, который пас гусей, потом пошёл учиться в школу, и каждый раз, когда он возвращался домой, отец его спрашивал: «Что вы учили?». Мальчик отвечал: «А-БА-БА-ГА-ЛА-МА-ГА» (то есть «азбуку»). А когда он через год вернулся, стал летом снова пасти гусей и хотел похвалиться тем, что выучил в школе, то гусь ему сказал: «А-БА-БА-ГА-ЛА-МА-ГА». Тут мальчик и подумал, что гусю, а не ему нужно было идти учиться.

В 1992—2005 гг. издательство выпустило около 100 наименований книг, начав с азбуки: как утверждает Малкович,

Моё книжное дело началось с ангела. Я всегда мечтал выпустить азбуку с ангелом на первой странице, чтоб он иллюстрировал букву «А». Но в советские времена это было нереально.

При этом в 2004 г. издательство продало на Украине более 400 000 экземпляров своей продукции, а общий тираж печатной продукции «А-ба-ба-га-ла-ма-ги» за 15 лет его работы достиг 3 миллионов экземпляров. Речь идёт только об изданиях на украинском языке: до 2001 г. «А-ба-ба-га-ла-ма-га» не печатала книги по-русски, а затем, после исключительно успешного дебюта издательства на Московской международной книжной выставке-ярмарке, книги на русском языке стали печататься с пометкой «Для продажи только на территории РФ». С недавнего времени «А-ба-ба-га-ла-ма-га» публикует также переводы собственных книг на другие языки: в частности, сказка главного редактора издательства Малковича «Мёд для мамы» (укр. Мед для мами, англ. Honey for Mommy) вышла в переводе на английский язык, сделанном женой президента Украины Виктора Ющенко Катериной, подарившей по экземпляру жёнам иностранных послов в Киеве.

## Авторы
Наряду с произведениями украинских авторов «А-ба-ба-га-ла-ма-га» широко издаёт и переводы на украинский язык — в частности, здесь вышел украинский перевод цикла романов Джоан Роулинг о Гарри Поттере, причём, по утверждению издания Корреспондент.net,

Украинский перевод книг Джоан Роулинг, который сделал Виктор Морозов, получил высокие оценки экспертов. Он считается более точным, чем русский. Благодаря Ивану Малковичу, пятая книга о Гарри Поттере пришла на месяц раньше, чем во Францию, и на четыре месяца раньше России, став первой в Европе национальной презентацией.

Завершающий роман цикла, «Гарри Поттер и Дары Смерти», также появился в издании «А-ба-ба-га-ла-ма-ги» первым из всех переводных изданий.
Международные связи «А-ба-ба-га-ла-ма-ги» этим, однако, не ограничиваются: издательство активно работает на зарубежном рынке, к 2007 г. продав права на издание своих книг в 18 стран. Этот успех не в последнюю очередь связан с работой художников и дизайнеров издательства — прежде всего, его первого художника Кость Лавро, автора вынесенного на обложку «Азбуки» 1992 года зайчика, который стал одним из символов издательства, и наиболее известного из иллюстраторов «А-ба-ба-га-ла-ма-ги» Владислава Ерко, автора «Снежной королевы» Ханса Кристиана Андерсена, вышедшей по-английски двумя изданиями и ставшей в 2005 г. лидером продаж английского издательства Templar, а также с издательством сотрудничали известные художники-иллюстраторы, среди них Виктория Ковальчук, Катерина Штанко, Евгения Гапчинская.